# Балакта (улус)
Балакта (рос. Балакта) — улус Окинського району, Бурятії Росії. Входить до складу Сільського поселення Орлицького.
Населення —  241 особа (2015 рік). 